# Porpita porpita
Porpita porpita är en nässeldjursart som först beskrevs av Carl von Linné 1758.  Porpita porpita ingår i släktet Porpita och familjen Porpitidae. Inga underarter finns listade i Catalogue of Life.

## Bildgalleri

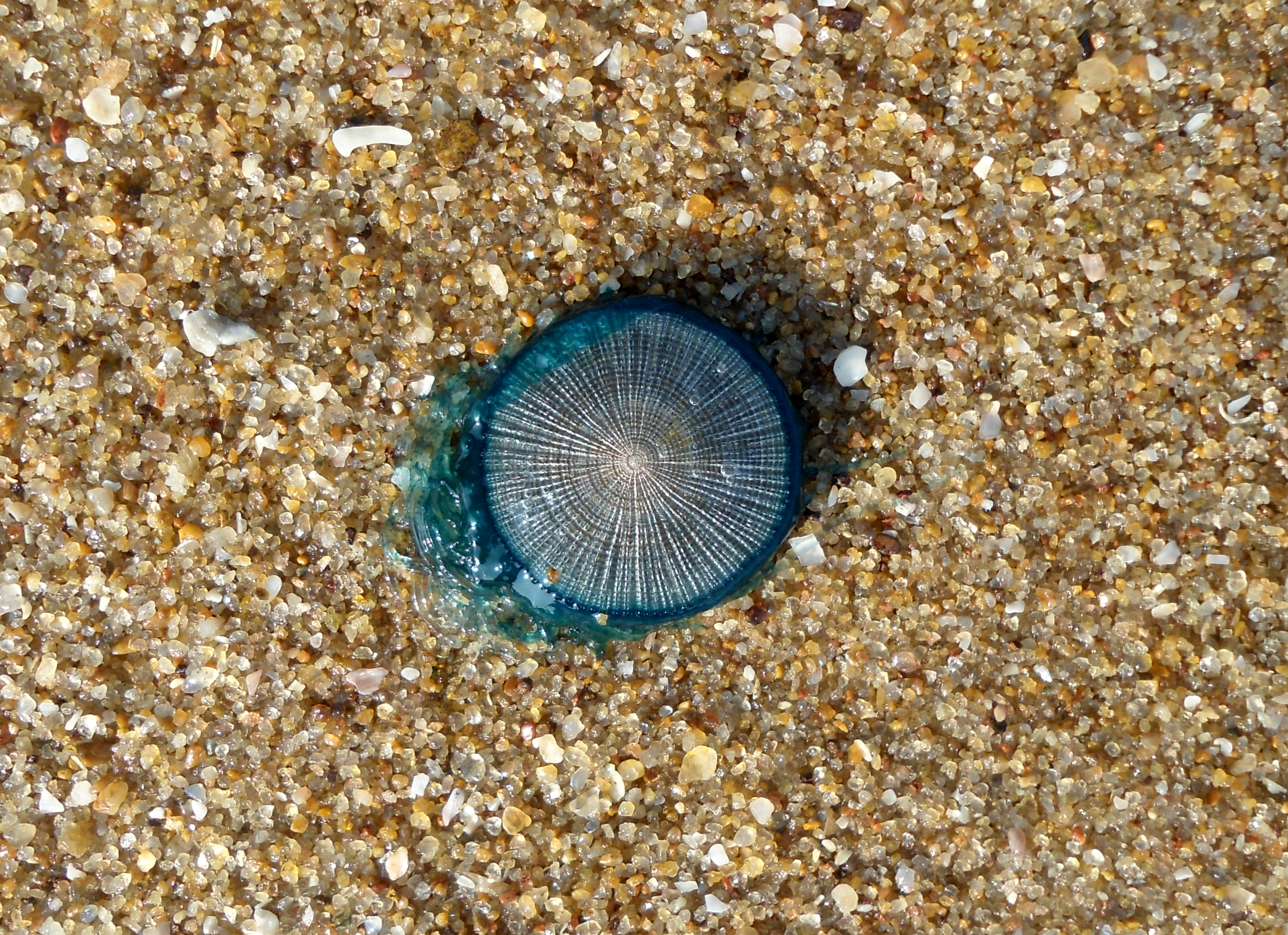